# 中国中央电视台综艺频道
中国中央电视台综艺頻道，频道呼号为CCTV-3 综艺，是中国中央电视台拥有的一条以综艺及文化类节目为主的专业电视频道，始于1986年1月1日开播的第三套节目，采用普通话进行广播。

## 历史
1986年1月1日，中央电视台第三套节目作为地面无线电视频道使用无线15频道在北京地区播出。
1993年7月16日，中央电视台第一、二、三套节目由被中国收购并改名为中星五号的美国“天网一号”（Spacenet-1）通信卫星经东经115.5°赤道上空传送信号。
1995年11月30日，中央电视台试播加密卫星电视频道，第三套节目由开路传送的"以文体为主的综合频道"改为加密传送的文艺频道，通过亚太1A卫星覆盖全国，北京地区改为DS-29频道播出，每天播出19小时左右。
1996年1月1日，其前身之一中国中央电视台戏曲·音乐频道在当时的CCTV-8开播。
1996年1月15日，原中国中央电视台文艺频道（老 CCTV-3）与原中国中央电视台戏曲·音乐频道（CCTV-8）频道序号互换，CCTV-3呼号变为戏曲·音乐频道，CCTV-8为文艺频道。1996年7月1日新的央视3套上星播出。
1999年5月3日（8月30日微调），原文艺频道（CCTV-8）随后改称为电视剧频道。最初主要負責廣播戲曲、音樂類節目，每周一、三、五以戏曲节目为主，二、四、六以音乐节目为主，每天共播出17个小时。

### 发展
1998年6月1日，该频道开始使用透明字形“CCTV-3”台标。宣传片采用红色透明丝带“3”字标识，在下面加“CCTV-3”字样，并用黑体标注频道名称。
1999年8月30日，CCTV-3戏曲·音乐频道改名为「戏曲·音乐·综艺频道」。宣传片中的红色丝带“3”字标识改为不透明并放大，同时在图案下加上双线美术字CCTV标识，并用综艺体标注频道名称。
2000年12月18日，频道名称改为“综艺频道”。为丰富频道的宣传内容，CCTV-3还制作了“沙漠篇”、“剑客篇”、“天空篇”、“水下篇”等带有本频道特色的宣传片，同日起该频道开播时间提早至早晨6点。
2001年7月3日，原通过泛美2号、泛美4号、亚洲2号、亚洲3S卫星接收CCTV-3、4、9节目对接收方式调整，泛美8号替换泛美2号。
2001年7月8日晚，该频道开始启用第一代双线勺标，并使用与央视其他频道统一的频道呼号（总编室版ID），背景为彩色-天蓝色花瓣，与体育频道、电影频道、少儿·军事·农业频道、科学·教育频道一致。
2001年8月17日上午，该频道台标做出微调，将双线“CCTV”台标高亮化、勺标透明化、序号“3”由空心改为实心。
2003年7月5日起，该频道取消重播《新闻联播》，但该频道仍会在重大节日或全国哀悼日等特殊情况下播出本节目。
2003年7月7日，该频道再次更换包装，原来的包装仍继续使用。在原有包装的基础之上，加上了现代化的元素和丰富的背景设计。
2004年5月10日，综艺频道与体育频道在北京地区的模拟地面电视信号停播，由少儿频道和音乐频道替代。
2004年10月1日，其姊妹频道中国中央电视台娱乐频道在长城平台开播并覆盖海外地区（该频道由央视风云传媒负责），节目内容以该频道的节目为主，同时取代了在北美地区落地的CCTV-3。
2004年10月8日，中国中央电视台综艺频道进行一轮小规模改版，原有的34个栏目减至22个，《综艺大观》等一批节目停播，新增《星光大道》、《欢乐中国行》、《快乐驿站》、《想挑战吗？》、《联合对抗》、《文化访谈录》等节目，并启用“仙女下凡”、“三仙女”、“飞天仙女”、“人间”等带有中国传统艺术特色的宣传片。
2006年1月1日凌晨起，中国中央电视台综艺频道改为24小时播出。
2006年8月16日起，因中央电视台在晚间黄金时段全面启动“绿色广告标识”的审核工作，该频道在晚间黄金时段屏幕右上角显示半透明状的“绿色广告标识”。
2008年8月11日-14日期间，该频道与社会与法频道开始转播北京奥运会赛事，播出的赛事以排球等球类运动为主，期间台标移动至右上角。
2009年7月22日，因应原中央电视台经济频道专业化改版为财经频道，原CCTV-2播出的《开心辞典》、《咏乐汇》、《非常6+1》等节目移至本频道播出，三档节目的隶属关系也转入央视文艺节目中心。
2009年10月1日，综艺频道与当时的综合、中文国际、军事·农业、科學·教育、社会与法、新闻等频道并机播出国庆60周年阅兵及联欢晚会。
2010年9月3日，中央电视台实行频道制改革后，综艺频道以新栏目、新编排亮相（第一轮大改版），其中《挑战主持人》、《想挑战吗？》、《同一首歌》等5档节目停播，《正大综艺》、《动物世界》、《国际艺苑》等4档节目转至综合频道播出，《中国音乐电视》移至音乐频道首播。新增《我要上春晚》、《百团大战》（后更名为《欢乐英雄》）、《向幸福出发》、《毕录电视》（仅播映一期便因恶搞央视新闻节目包装而勒令停播）等10档节目，节目数量由原来的29个变成23个；与此同时，本轮改版启用临时过渡版频道包装（一直到2010年12月4日）、频道口号“生活就是舞台”，以及相关的宣传片。这是综艺频道自开播以来最大的一次改版，奠定了综艺频道的频道定位以及未来的节目发展方向。
2010年12月5日，该频道推出彩色花朵系列包装。频道ID右侧为由红橙黄绿蓝紫六色花朵和绿叶组成的繁体“艺”字图案（有两只蝴蝶飞过，分别为红色和蓝色）；收视指南、节目预告、片尾字幕条等左侧为由红橙黄绿蓝紫六色花朵和绿叶组成的一串花朵（也有蝴蝶飞过，只不过颜色跟频道ID不相同）；与此同时，该频道开始播出频道官方MV《生活就是舞台》（2015年受毕福剑事件影响而重新进行了剪辑）。

### 高清化制播及后续改版
2010年12月31日凌晨，中国中央电视台各频道正式调整而更换频道标志（第二代双线勺标），综艺频道的台标由CCTV-3变为“CCTV-3 综艺”，勺标和频道编号字体进行了微调。
2011年1月17日起，中央电视台综艺频道包装进行了微调。彩色花朵包装仅在周日使用，周一至周六分别使用红、橙、黄、绿、蓝、紫六色花朵包装。各颜色的花型不同：红色为牵牛、橙色为石蒜、黄色为百合、绿色为葡萄花、蓝色为康乃馨、紫色为山荷叶，一直持续到2013年5月31日。
2012年1月1日，该频道包装再次微调，除频道ID外，收视指南、节目预告、片尾字幕条等均改用纯白色包装；本期精彩、下一节更精彩、姓名条等均改用银灰色气泡包装；同年启用《生活就是舞台》频道系列宣传片，某些节目在当年也有所调整，《曲苑杂坛》、《欢乐中国行》停播（后改为《综艺盛典》于2012年9月开播），《欢乐英雄》改为《回声嘹亮》并播出至今。
2012年9月28日起，综艺频道开始高标清同步播出。
2012年11月26日起，中央电视台综艺频道开始通过位于北京市朝阳区的央视新址对外试播（仅保留春晚、《星光大道》团队在央视旧址，其余节目制播团队全部搬迁新址），并于2013年6月17日起正式在新址全面播出。
2013年6月1日，综艺频道再次改版（第二轮大改版），并更换频道总体包装（第一代折叠“3”包装）。改版当日开播《越战越勇》，次日开播《黄金100秒》。
2015年4月9日，受毕福剑“酒桌唱戏事件”影响，《星光大道》及所有与毕福剑有关的节目暂停播出4周，至5月11日恢复，并由朱军和尼格买提主持；同时暂停播出《生活就是舞台》台歌MV，并大幅度删除毕福剑相关片段后重新播映（只保留了一句歌词）。
2015年6月6日至8日，为哀悼“东方之星”沉船事故的遇难者，按照广电总局的规定暂停播出娱乐节目。期间当天综艺频道仅播出纪录片，之后的天津港爆炸事故期间也采取同样的方式以表哀悼。
2015年8月17日凌晨，该频道标清版台标横向压缩，以适应16:9格式，同时播出16:9节目时画面横向压缩成4:3。
2015年9月3日，综艺频道参与纪念反法西斯战争胜利70周年阅兵式和文艺晚会的转播（包含当天的《新闻联播》），并推出相关特别节目编排。
2016年1月1日起，综艺频道再度更换频道总体包装（第二代折叠“3”包装），本版包装一直使用至2019年9月30日第三轮大改版之前（不过在改版后仍然在凌晨电视剧时段使用）。
2019年9月30日，中央电视台综艺频道进行第三轮大改版，为中央广播电视总台组建后的第一次大改版。这次改版更换了全新的频道LOGO和总体包装，直接以文字“央视综艺”呈现，并将“综”字与飘带进行巧妙设计（初期频道使用白色背景+“央视综艺”字样ID，后于2020年1月、2020年7月、2021年1月三次更换频道ID，但频道总体包装没有更换）。10档新节目陆续上线，《黄金100秒》、《我要上春晚》等节目改版，《综艺盛典》、《我爱满堂彩》等节目停播。（此后有其他节目以这两档节目的名义播出。）
2019年10月1日，综艺频道与CCTV-1/2/4/7/13/14/15/17等频道并机播出国庆70周年阅兵及联欢活动。
中央广播电视总台成立后，中国中央电视台综艺频道与中国中央电视台戏曲频道、音乐频道，中央人民广播电台音乐之声、文艺之声、经典音乐广播，中国国际广播电台劲曲调频等团队整合，组建“中央广播电视总台文艺节目中心”，其官方新浪微博更名为“央视文艺”。
2020年4月4日，因应新冠肺炎疫情全国哀悼日，综艺频道当日暂停播出娱乐节目，于当日0时起与综合频道节目同步（播出纪录片《稻米之路》、《航拍中国》精编版以及《新闻联播》），早6:00-13:00与新闻频道并机播出特别节目，13:00起执行文艺中心特别节目编排（轮播《战疫故事》、抗击疫情主题MV及特别节目《战“疫”正清明》）。此外，电视剧频道、戏曲频道与音乐频道也与综艺频道并机播出。
2020年9月29日，中央广播电视总台文艺节目中心推出的全媒体娱乐资讯节目《中国文艺报道》在本频道开播。
2021年8月2日至8月31日，本频道首次启用夏日版频道包装及宣传片，并启用“夏天多美好，暑假看三套”的频道口号。
2023年1月1日，综艺频道“主动求新求变、自发以变应变”，再度更换了全新的频道LOGO和总体包装，并启用“艺览万象之美”的频道口号。新版LOGO包括“金镶玉”和“榫卯”两种版本，整体格调雅致，质感凸显，其中的“3”与汉字中的“国”及视力表中的“E”神似，有意无意地达成了图形创意审美情趣上的偶遇，寓意着综艺频道立足中国大地，展示中国形象，在新时代新征程中认清文艺发展前进的方向，提升国民审美素养。
2024年5月13日至18日期间，中央电视台综艺频道进行第四轮大改版，更换了全新的总体包装，并启用“艺启欢笑，艺起发光”的频道口号。停播《幸福账单》、《黄金100秒》（原版）等節目，《越战越勇》、《综艺盛典》改版，并上线《绽放吧！妈妈》、《TOP音乐咖》、情景喜剧《开心日历》等多档特别节目。

## 节目

### 黄金时段节目
注：
1. 以下内容仅供参考，最终播出时间及播出内容可能有变动，以实际播出为准。
2. 下表所列编排自2024年5月起执行。
3. 于部分法定节假日、重要的全国性政治会议期间，本频道通常会推出特别版面，故下列节目表与频道公布的特别版面节目表可能有所不同。

| 时间  | 星期一       | 星期二     | 星期三       | 星期四       | 星期五     | 星期六     | 星期日              |
| ----- | ------------ | ---------- | ------------ | ------------ | ---------- | ---------- | ------------------- |
| 18:50 | 综艺喜乐汇   | 综艺喜乐汇 | 综艺喜乐汇   | 综艺喜乐汇   | 综艺喜乐汇 | 综艺喜乐汇 | TOP音乐咖           |
| 19:30 | 开门大吉     | 向幸福出发 | 越战越勇     | 我爱满堂彩   | 非常6+1    | 国家宝藏   | 此生要去的100个地方 |
| 20:50 | 开心日历     | 开心日历   | 开心日历     | 开心日历     | 开心日历   | 开心日历   | 开心日历            |
| 21:00 | 绽放吧！妈妈 | 我爱满堂彩 | 星光大道     | 星光大道     | 综艺盛典   | 星光大道   | 囯風超有戲          |
| 22:00 | 国家宝藏     | 综艺盛典   | 绽放吧！妈妈 | 我的艺术清单 | 我爱满堂彩 | TOP音乐咖  | 非常6+1             |

顏色指引：   文化类节目   綜藝类節目   电视剧/情景喜剧   重播/精选时段

### 正在播出的常規节目
| - 《星光大道》 - 《文化十分》 - 《向幸福出发》 - 《艺览天下》 - 《开门大吉》 - 《中国文艺报道》 - 《越战越勇》 - 《非常6+1》 - 《我的艺术清单》 - 《我爱满堂彩》（季播） - 《综艺盛典》（季播） - 《黄金100秒》 - 《幸福账单》 | 目前每周一至六18:50分播出的内容主要以精编过往节目为主。而夜间播出的电视剧以及不定期播出的精编节目也会使用该节目名称。 - 《喜劇集結號》（原版模式） - 《回声嘹亮》 - 《天天把歌唱》 - 《@极限》（《挑战不可能》、《机智过人》） - 《开Fun啦！》（《你好生活》、《一馔千年》） |

### 曾经播出的节目
| - 《快乐驿站》 - 《同一首歌》 - 《文化正午》 - 《幕后》 - 《挑战主持人》 - 《想挑战吗？》 - 《激情广场》 - 《联合对抗》 | - 《乐气腾腾·音乐盛典》 - 《CCTV-MTV音乐盛典》 - 《舞蹈世界》 |

### 季播节目
- 《中国好歌曲》（已播畢，三季）[註 21]
- 《朗读者》（已播畢，三季）[註 22]
- 《大魔术师》（已播畢，一季）
- 《完美星开幕》（已播畢，两季）[註 23]
- 《叮咯咙咚呛》（已播畢，两季）[註 24]
- 《中国正在听》（已播畢，一季）[註 25]
- 《国家宝藏》（第四季）
- 《你好生活》（第三季已完结）
- 《金牌喜剧班》（已播畢，一季）[註 26]
- 《欢乐中国年·我要上春晚》[註 27]
- 《上线吧！华彩少年》（已播毕，一季）[註 28]
- 《衣尚中国》（已播畢，一季）
- 《唱出我新声》[註 29]
- 《经典咏流传》（第六季已完结）[註 30]
- 《生活最有戏》[註 31]
- 《拿手好戏》[註 32]
- 《诗画中国》[註 33]
- 《一馔千年》[註 34]
- 《“艺”览吾遗》
- 《喜剧的喜聚》
- 《吉聚欢喜》[註 35]
- 《开心日历》[註 36]
- 《乐在旅途》
- 《中央广播电视总台小品相声大会》
- 《绽放吧！妈妈》
- 《嘎嘎没烦恼》[註 37]
- 《此生要去的100个地方》[註 38]
- 《囯風超有戲》[註 39]

### 其它节目
- 《心连心艺术团慰问演出活动》[註 40]
- 《启航XXXX》（中央广播电视总台跨年晚会）[註 41]
- 《新年音乐会-扬帆远航大湾区》[註 42]
- 《新年戏曲晚会》[註 43]
- 《中央广播电视总台春节联欢晚会》
- 《中央广播电视总台网络春晚》[註 44]
- 《春节戏曲晚会》[註 45]
- 《三八妇女节特别节目》
- 《中国梦·劳动美》[註 46]
- 《五四青年节特别节目》[註 47]
- 《端午特别节目》[註 48]
- 《重阳特别节目》
- 《中央广播电视总台七夕晚会》[註 49]
- 《中央广播电视总台中秋晚会》[註 50]
- 《中国梦·祖国颂》[註 51]
- 《文艺名家讲故事》[25]
- 《原声天籁·中国民歌盛典》[註 52]
- 《宝藏挖呀挖》[註 53]

## 频道文化

### 主持人
| - 文艺节目中心央视综艺频道 - 张蕾 - 李佳明 - 朱迅 - 尼格买提 - 马跃 - 宫岩 - 杨帆 - 管彤 - 袁昕星 - 馬凡舒 - 严尚嘉 - 侯雪雍 - 刘心悦 | - 其他部门 - 月亮 - 尹颂 - 高浩森 - 蘇眉文 |

### 台歌
《生活就是舞台》，于2010年12月推出，与中央电视台综艺频道2010年9月起改版启用的频道口号同名。由丁于、边疆作词，丁于作曲，由综艺频道13位主持人联合演唱并出演MV，此外还提供动画版本的MV。受毕福剑事件影响，MV于2015年暂时停播，复播后重新进行剪辑，大幅删去了毕福剑的相关画面，并于2016年在《越战越勇》节目中重新演唱。